# زمین‌لرزه ۱۹۸۲ شمال یمن
زمین‌لرزه شمال یمن  در تاریخ ۱۳ دسامبر ۱۹۸۲ میلادی، برابر با ‎۲۲ آذر ۱۳۶۱، ساعت ۹:۱۲:۴۸ به زمان یوتی‌سی در یمن رخ داد. ژرفای این زلزله ۹٫۲ کیلومتر بود، و بزرگی آن ۶٫۲ در مقیاس Mw اعلام شده‌است. زمین‌لرزه به وقت محلی در روز دوشنبه، ساعت ۱۲ روی داده و منطقه زمانی آن یوتی‌سی +۳ بوده‌است .
سازمان زمین‌شناسی آمریکا نیز رومرکز این زمین‌لرزه را در مختصات ۱۴°۴۲′۰۴″شمالی ۴۴°۲۲′۴۴″شرقی / ۱۴٫۷۰۱°شمالی ۴۴٫۳۷۹°شرقی و ژرفای آن را در ۵ کیلومتر گزارش کرده‌است. بزرگی برگزیدهٔ این سازمان از میان بزرگی‌های محاسبه‌شدهٔ مختلف ۶ در مقیاس Mb بوده و از دید اثر، در میان چهار دسته‌بندی «نامحسوس»، «محسوس»، «زیان‌آور» یا «با تلفات»، زلزله را «با تلفات» اعلام کرده‌است.رانش زمین در آن به وجود آمده‌است.
پروژهٔ «تنسور گشتاور مرکزوار» زاویه‌های (راستا، شیب، ریک) گسل سازندهٔ زمین‌لرزه و صفحه عمود بر آن را (°۱۳۴، °۳۷، °۹۵-) یا (°۳۲۰، °۵۳، °۸۶-) و نوع گسل را «عادی» فرارسانده‌است.
شمار کشتگان زلزله حدود ۲۸۰۰ نفر، زخمیان ۴۰۰۰ نفر و تعداد بی‌خانمان شدگان نیز ۷۰۰۰۰۰ نفر برآورد شده‌است.